# Färöischer Fußballpokal 2018
Der Färöische Fußballpokal 2018, ebenfalls bekannt als Løgmanssteypið 2018, fand zwischen dem 25. April und 25. August 2018 statt und wurde zum 64. Mal ausgespielt. Im Endspiel, welches im Tórsvøllur-Stadion in Tórshavn auf Kunstrasen ausgetragen wurde, siegte B36 Tórshavn im Elfmeterschießen gegen HB Tórshavn und nahm dadurch an der 1. Qualifikationsrunde zur UEFA Europa League 2019/20 teil.
B36 Tórshavn und HB Tórshavn belegten in der Meisterschaft die Plätze drei und eins. Für B36 Tórshavn war es der sechste Sieg bei der 17. Finalteilnahme, für HB Tórshavn die 13. Niederlage bei der 39. Finalteilnahme. Titelverteidiger NSÍ Runavík schied hingegen in der 1. Runde aus.

## Teilnehmer
Teilnahmeberechtigt waren alle 16 A-Mannschaften der vier färöischen Ligen. Im Einzelnen sind dies:
| Betrideildin | 1. Deild                                                | 2. Deild  | 3. Deild      |
| --- | ------------------------------------------------------- | --------- | ------------- |
| 07 Vestur AB Argir B36 Tórshavn EB/Streymur HB Tórshavn KÍ Klaksvík NSÍ Runavík Skála ÍF TB/FC Suðuroy/Royn Víkingur Gøta | B68 Toftir B71 Sandur FF Giza/FC Hoyvík ÍF Fuglafjørður | Undrið FF | MB Miðvágur 1 |

## Modus
Alle Runden werden im K.-o.-System ausgetragen.

## 1. Runde
Die Partien der 1. Runde fanden am 25. April statt, Víkingur Gøta erhielt ein Freilos.
|                    | Ergebnis  |                   |
| ------------------ | --------- | ----------------- |
| B68 Toftir         | 0:4 (0:3) | HB Tórshavn       |
| B71 Sandur         | 4:0 (1:0) | FF Giza/FC Hoyvík |
| ÍF Fuglafjørður    | 0:3 (0:2) | B36 Tórshavn      |
| NSÍ Runavík        | 0:1 (0:1) | AB Argir          |
| Skála ÍF           | 1:0 (1:0) | 07 Vestur         |
| TB/FC Suðuroy/Royn | 2:1 (1:1) | KÍ Klaksvík       |
| Undrið FF          | 0:3 (0:2) | EB/Streymur       |

## Viertelfinale
Die Viertelfinalpartien fanden am 10. Mai statt.
|               | Ergebnis                         |                    |
| ------------- | -------------------------------- | ------------------ |
| AB Argir      | 2:2 n. V. (2:2, 0:2) (3:1 i. E.) | EB/Streymur        |
| B36 Tórshavn  | 2:0 (2:0)                        | Skála ÍF           |
| HB Tórshavn   | 6:0 (3:0)                        | B71 Sandur         |
| Víkingur Gøta | 0:2 (0:0)                        | TB/FC Suðuroy/Royn |

## Halbfinale
Die Hinspiele im Halbfinale fanden am 30. Mai statt, die Rückspiele am 13. Juni.
|              | Gesamt |                    | Hinspiel  | Rückspiel |
| ------------ | ------ | ------------------ | --------- | --------- |
| B36 Tórshavn | 8:2    | TB/FC Suðuroy/Royn | 4:2 (4:2) | 4:0 (3:0) |
| HB Tórshavn  | 6:1    | AB Argir           | 2:0 (2:0) | 4:1 (1:1) |

## Finale
| Paarung        | B36 Tórshavn – HB Tórshavn |
| Ergebnis       | 2:2 n. V. (2:2, 0:0), 5:4 i. E. |
| Datum          | 25. August 2018 |
| Stadion        | Tórsvøllur, Tórshavn |
| Zuschauer      | 3221 |
| Schiedsrichter | Kári á Høvdanum (Norðragøta) |
| Tore           | 0:1 Tróndur Jensen (56.) 1:1 Odmar Færø (60., Elfmeter) 1:2 Adrian Justinussen (63.) 2:2 Hannes Agnarsson (90.+5') Elfmeterschießen: 1:0 Lasse Andersen 1:1 Odmar Færø 2:1 Magnus Egilsson 2:2 Alex Mellemgaard 2:2 John Frederiksen verschießt 3:2 Meinhard Olsen 3:3 Adrian Justinussen 4:3 Erlendur Magnussen 4:4 Dan í Soylu 5:4 Róaldur Jakobsen |
| B36 Tórshavn   | Rói Hentze – Alex Mellemgaard, Erlendur Magnusson, Odmar Færø , Bjarni Petersen (85. Robert Heðin Brockie) – Andrias Eriksen (80. Hannes Agnarsson), Eli Nielsen, Michal Przybylski (73. Róaldur Jakobsen) – Meinhard Olsen, Benjamin Heinesen, Kaimar Saag Cheftrainer: Jákup á Borg                                                                 |
| HB Tórshavn    | Teitur Gestsson – Jógvan Rói Davidsen , Lasse Andersen, Binni Hlöðversson (102. John Frederiksen), Bartal Wardum – Magnus Egilsson, Tróndur Jensen, Grétar Gunnarsson – Adrian Justinussen, Símun Eiler Samuelsen (64. Dan í Soylu), Ari Olsen (78. Jógvan Andrias Nolsøe) Cheftrainer: Heimir Guðjónsson ( Island)                                   |
| Gelbe Karten   | Bjarni Petersen, Odmar Færø, Rói Hentze – Binni Hlöðversson, Bartal Wardum, Grétar Gunnarsson |
| Platzverweise  | Robert Heðin Brockie (86.), Benjamin Heinesen (90.+3') – keine |

## Torschützenliste
Bei gleicher Anzahl von Treffern sind die Spieler nach dem Nachnamen alphabetisch geordnet.
| Platz | Spieler               | Verein             | Tore |
| ----- | --------------------- | ------------------ | ---- |
| 1     | Salmundur Bech        | TB/FC Suðuroy/Royn | 04   |
| 1     | Adrian Justinussen    | HB Tórshavn        | 04   |
| 1     | Kaimar Saag           | B36 Tórshavn       | 04   |
| 4     | Benjamin Heinesen     | B36 Tórshavn       | 03   |
| 4     | Jógvan Andrias Nolsøe | HB Tórshavn        | 03   |
| 4     | Dan í Soylu           | HB Tórshavn        | 03   |
| 7     | Magnus Egilsson       | HB Tórshavn        | 02   |
| 7     | Ari Ellingsgaard      | EB/Streymur        | 02   |
| 7     | Odmar Færø            | B36 Tórshavn       | 02   |
| 7     | John Frederiksen      | HB Tórshavn        | 02   |